# Not Too Late
Not Too Late – trzeci album amerykańskiej wokalistki Norah Jones, wydany w roku 2007. Producentem płyty został Lee Alexander, autor tekstów i basista poprzednich albumów Jones. 

## Lista utworów
1. „Wish I Could” (Jones, Lee Alexander) – 4:18
2. „Sinkin’ Soon” (Lee Alexander, Jones) – 4:38
3. „The Sun Doesn’t Like You” (Jones, Lee Alexander) – 2:59
4. „Until the End” (Jones, Lee Alexander) – 3:56
5. „Not My Friend” (Jones) – 2:54
6. „Thinking About You" (Jones, İlhan Erşahin) – 3:17
7. „Broken” (Jones, Lee Alexander) – 3:19
8. „My Dear Country” (Jones) – 3:25
9. „Wake Me Up” (Jones, Lee Alexander) – 2:46
10. „Be My Somebody” (Jones) – 3:36
11. „Little Room” (Jones) – 2:43
12. „Rosie’s Lullaby” (Jones, D.Oda) – 3:56
13. „Not Too Late” (Jones, Lee Alexander) – 3:30

## Notowania
| Kraj   | Pozycja | Certyfikat      | Sprzedaż |
| ------ | ------- | --------------- | -------- |
| Węgry  | 1       | złota płyta     | 7 500+   |
| Polska | 1       | platynowa płyta | 20 000+  |